# Plectorrhiza
Plectorrhiza – rodzaj roślin z rodziny storczykowatych (Orchidaceae). Obejmuje 5 gatunków. Występują we wschodniej Australii w stanach Queensland, Wiktoria, Nowa Południowa Walia oraz na wyspie Lord Howe. Są to epifityczne, rzadziej litofityczne, rośliny zielne rosnące w lasach na wysokościach do około 1300 m n.p.m.

## Morfologia
KwiatyOdwrócone o silnym zapachu.

## Systematyka
Rodzaj sklasyfikowany do podplemienia Aeridinae w plemieniu Vandeae, podrodzina epidendronowe (Epidendroideae), rodzina storczykowate (Orchidaceae), rząd szparagowce (Asparagales) w obrębie roślin jednoliściennych.
Wykaz gatunków
- Plectorrhiza beckleri (F.Muell. ex Benth.) M.A.Clem., D.L.Jones & D.P.Banks
- Plectorrhiza brevilabris (F.Muell.) Dockrill
- Plectorrhiza erecta (Fitzg.) Dockrill
- Plectorrhiza purpurata (Rupp) M.A.M.Renner
- Plectorrhiza tridentata (Lindl.) Dockrill